# بحيرة باتلافا
{{بطاقة مسطح مائي
| coords = بحيرة باتلافا (بالألبانية: Liqeni i Batllavës)‏ هي بحيرة ذات منتجع تقع في كوسوفو. بحيرة باتلافا هي المصدر الرئيسي لمياه الشرب لمدينتي بريشتينا وبودوييفو.